# Seseli scaberrimum
Seseli scaberrimum är en flockblommig växtart som beskrevs av Iuliu Prodan. Seseli scaberrimum ingår i släktet säfferötter, och familjen flockblommiga växter. Inga underarter finns listade i Catalogue of Life.